# ام‌اس‌سی کردوبا
ام‌اس‌سی کردوبا (به انگلیسی: MSC Cordoba) یک کشتی است که طول آن ۲۷۵ متر (۹۰۲ فوت) می‌باشد. این کشتی در سال ۲۰۰۸ ساخته شد.